# Thule-kulturen
Thule-kulturen er et arkæologisk begreb for det arktiske Thule-folk som man kalder forfædrene til alle moderne inuitter i Canada og i Grønland.
Navnet Thule kommer fra stedet Thule i det nordvestlige Grønland hvor man fandt de første arkæologiske spor fra dette folk. Forbindelsen mellem Thule-folket og inuitterne er biologisk, kulturelt og sprogvidenskabeligt.
Thule-folket kom over Beringstrædet til Alaska omkring 500 e.Kr. og til Nunavut i Canada omkring 1000 e.Kr. En gruppe bevægede sig i løbet af 1200-tallet mod øst til Grønland. Thule-folket spredte sig over hele det arktiske Nordamerika, og indtil nyere tid har der været en bemærkelsesværdig ensartethed i deres kultur som traditionelt har baseret sig på fisk, pattedyr for mad, varme, lys, klæder, redskaber og husly.
Thule-folket og inuitterne ligner fysisk østasiaterne, men har nogle specifikke karaktertræk som man mener adskiller dem:
- langstrakte skaller,
- kraftige kroppe og
- lys hud.

Generelt ligner de dog mere østasiaterne end indfødte amerikanere (indianere). Thule-folket erstattede Dorset-kulturen i løbet af 1400-tallet.
Thulefolkets vinterbosætning kunne være fra et til fire huse med ca. ti mennesker i hvert hus. Nogle større bosætninger kunne have op til femten huse med ca. 50 beboere. Husene blev bygget af hvalknogler fra sommerjagten, men man byggede også andre typer huse, som f.eks skindtelte.
Nogle Thule-folk vandrede mod syd i den såkaldte "Anden fase". I løbet af 1200-tallet eller 1300-tallet havde Thule-kulturen udbredt sig udover et område som svarer til det område i det nordamerikanske arktisk som nutidens inuitter har.
Det er en del beviser der støtter antagelsen at Thule-folket, og i mindre grad også Dorset-kulturen, havde sporadisk kontakt med den norrøne befolkning i Grønland. I løbet af 1000-tallet rejste de norrøne grønlændere til Nordgrønland for at jage og fiske og af og til også til kysten af Labrador i Canada. Større kontakt og kulturudveksling med europæerne begyndte først i 1700-tallet, og formodentlig på grund af den allerede ødelæggende effekt af Den lille istid mellem 1650-1850, brød Thule-samfundene sammen og folket blev derefter kendt som eskimoer og senere som inuitter.